# Hein Essink
Hein Essink (5 april 1934 – 8 november 2014) was een Nederlands judoka, die in de 1959 de Europese titel in het middengewicht (tot 80 kg) won.
Essink was een generatiegenoot van onder anderen Anton Geesink en Jan Snijders. Hij won negen nationale titels gedurende zijn carrière. Essink was houder van de zevende dan judo en oprichter van Sportschool Essink in Eindhoven.

## Erelijst

### Europese kampioenschappen (individueel)
- 1952:  Parijs - klasse 1e kyu
- 1957:  Rotterdam - klasse -80 kg
- 1958:  Barcelona - klasse -80 kg
- 1959:  Wenen - klasse -80 kg
- 1960:  Amsterdam - klasse -80 kg
- 1960:  Amsterdam - klasse 4e dan
- 1961:  Milaan - klasse 4de dan